# François d'Assise avec des anges
François d'Assise avec des anges est un tableau réalisé vers 1475-1480 par le peintre florentin Sandro Botticelli. Cette tempera et huile sur bois représente François d'Assise développant les stigmates de Jésus-Christ alors qu'il fixe du regard un crucifix, entouré d'anges musiciens. Acquise en 1858 et attribuée à Fra Filippo Lippi jusqu'à un travail de restauration en 2002, l'œuvre est conservée à la National Gallery, à Londres, au Royaume-Uni.